# 普勒米耶尔
普勒米耶尔（法語：Premières，法語發音：[pʁəmjɛʁ] ⓘ）是法国科多尔省的一个旧市镇，位于该省东部，属于第戎区。2019年，普勒米耶尔与市镇科隆日-莱普勒米耶尔合并为新市镇科隆日和普勒米耶尔。

## 地理
普勒米耶尔（47°14'3"N, 5°17'2"E）面积3.14 平方千米，位于法国勃艮第-弗朗什-孔泰大區科多尔省，该省份为法国中东部省份，北起奥布省，西接涅夫勒省和约讷省，南至索恩-卢瓦尔省，东南接汝拉省，东临上索恩省，东北部与上马恩省接壤。
与普勒米耶尔接壤的市镇（或旧市镇、城区）包括：隆尚、贝尔堡、科隆日-莱普勒米耶尔。

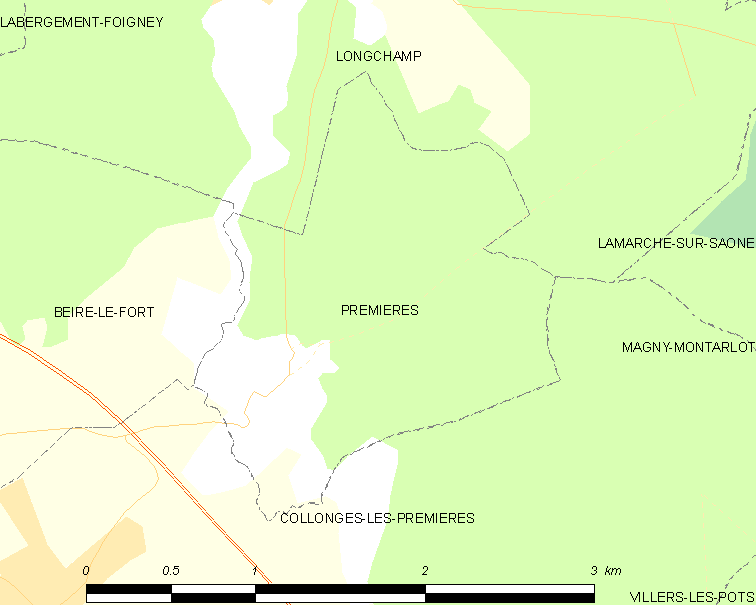
普勒米耶尔的OSM定位图

普勒米耶尔的时区为UTC+01:00、UTC+02:00（夏令时）。

## 行政
普勒米耶尔的邮政编码为21110，INSEE市镇编码为21507。

## 政治
普勒米耶尔所属的省级选区为让利斯县。

## 人口

1962-2008年间普勒米耶尔人口变化图示

普勒米耶尔于2018年1月1日时的人口数量为141人。